# Grafschaft Conflent

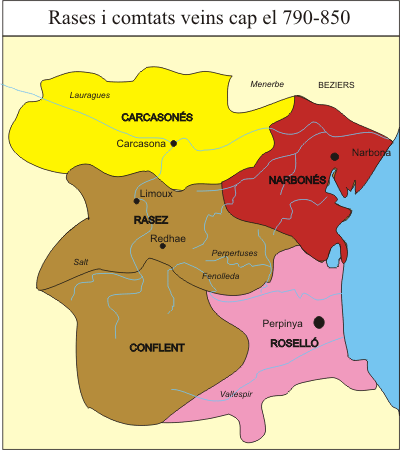
Grafschaften Rasès und Conflent sowie benachbarte Grafschaften um 790 bis 850

Die Grafschaft Conflent war eine der historischen „Katalanischen Grafschaften“, welche die Franken in der Spanischen Mark errichteten. Ihr Territorium entsprach weitgehend dem heutigen Arrondissement Prades im Département Pyrénées-Orientales im Süden Frankreichs (Nordkatalonien). Der Hauptort war und ist Prades (katalanisch ‚Prada‘).

## Ursprünge
Zu Zeiten der Römer war das Conflent ein abhängiges Pagus („ländlicher Bezirk“) der Stadt Ruscinus (historischer Ort südlich des heutigen Perpignan). Im Zuge der Christianisierung im 4. Jahrhundert wurde es dem Bistum Elne/Elna zugeordnet.
Das Conflent gehörte bis in die zweite Hälfte des 9. Jahrhunderts zur Grafschaft Rasès. Deren Grafen waren Berà (in den Jahren 801 bis 820 auch Graf von Barcelona), Àrgila, dessen Sohn und Berà II., Sohn von Àrgila. In den Jahren 860 bis 870 wurde das Conflent durch den Grafen Salomon von Cerdanya beherrscht. Seine politische Eigenständigkeit erhielt das Conflent schließlich als Karl der Kahle zunächst 870 Wilfried den Haarigen zum Grafen von Urgell, Cerdanya und Conflent ernannte und Wilfried anschließend das Conflent an seinen Bruder Miró der Ältere als eigenständigen Vizegrafen übertrug.

## Vereinigung mit der Grafschaft Cerdanya
Miró wurde 878 durch König Ludwig der Stammler zum Grafen von Roussillon ernannt. Gleichzeitig wurde sein Bruder Wilfried zum Grafen von Barcelona und Girona. Miro veranlasste 878 die Gründung der bekannten Abtei Sant Miquel de Cuixà, nachdem ein Vorgängerbau durch eine Überschwemmung zerstört worden war. Nach dem Tode Mirós im Jahr 895 fiel die Grafschaft Conflent wieder zurück an die Cerdanya seines Bruders Wilfried.
Während des 9. Jahrhunderts verlor das Frankenreich zunehmend an Macht, und so konnten nach dem Tod von Wilfried dem Haarige 897 seine Söhne die Grafschaften erben, ohne Rücksicht auf den König zu nehmen. Das Conflent erhielt Miró der Jüngere (897–927), der neben der Cerdanya auch Graf von Berga, Capcir und Besalú (ab 920) war. Dieses Gebiet blieb fast während des gesamten 10. Jahrhunderts zusammen.
Nach der Abdankung von Oliba Cabreta der Cerdanya (988) wurden die Grafschaften unter seine Söhne aufgeteilt: Oliba (971–1046) erhielt Ripoll und Berga, Wilfried II. von Cerdanya (970–1050) die Cerdanya und Conflent sowie Bernard I. von Besalú (988–1020) die Grafschaft Besalú. Nachdem Oliba 1003 seinen Titel abgelegt und in das von Wilfried gegründete Kloster Ripoll eingetreten war, wurde Berga an die Cerdanya, und Ripoll an Besalú angeschlossen. Sowohl Wilfried als auch Bernard hatten eine Nachfolge. Daher trennten sich schließlich die Cerdanya und Besalú und bildeten zwei unabhängige Grafschaften, mit Oliba Cabreta als gemeinsamer Wurzel, einem Enkel von Wilfried dem Haarigen. Dabei blieb das Conflent weiterhin mit der Grafschaft Cerdanya vereint.

## Das Ende der Grafschaft Conflent
Als 1117 mit dem Tod des nachfolgerlos gebliebenen Bernard Wilhelm von Cerdanya die Dynastie erlosch, ging die Cerdanya gemeinsam mit den abhängigen Gebieten an seinen Vetter, den Grafen Raimund Berengar III. von Barcelona. Die Bezeichnung Grafschaft Conflent erlosch schon bald danach. Die weitere Geschichte dieser Region ist mit der Grafschaft Barcelona verknüpft.

## Liste der Grafen von Conflent
bis 870 Bestandteil der Grafschaft Rasès
- 870 bis 896 Miró I. der Ältere
- 896 bis 897 Wilfried I. der Haarige
- 897 bis 927 Miró II. der Jüngere
- 927 bis 966 Sunifred II. (Cerdanya)
- 966 bis 988 Oliba Cabreta
- 988 bis 1035 Wilfried II. (Cerdanya)
- 1035 bis 1068 Raimund Wilfried
- 1068 bis 1095 Wilhelm Raimund
- 1095 bis 1109 Wilhelm Jordan
- 1109 bis 1117 Bernard Wilhelm

ab 1118 Bestandteil der Grafschaft Barcelona